# Snovs'k
Snovs'k (in ucraino Сновськ?) è una città ucraina (10 620 abitanti) nel distretto di Korjukivka, nell'oblast' di Černihiv. Ospita l'amministrazione della comunità territoriale di Snovs'k  una delle comunità territoriali dell'Ucraina.
Fino al 18 luglio 2020 Snovs'k è stata il centro amministrativo del distretto di Snovs'k, abolito come parte della riforma amministrativa dell'Ucraina, che ha ridotto a cinque il numero dei distretti dell'oblast' di Černihiv. L'area del distretto di Snovs'k è stata fusa nel distretto di Korjukivka.

## Nome
In passato si chiamò prima Koržovka in russo Коржовка?, poi  Snovsk in russo Сновск? fino al 1935, anno in cui fu rinominata in Ščors in onore di Nikolaj Aleksandrovič Ščors .